# ++
++ (plus-plus) och -- (minus-minus) är två operatorer som finns i olika programspråk.
I programspråken C, C++, Java, Perl, med flera är ++ en unär operator som står för en ökning av ett tal med 1. Den har sin direkta motsvarighet i operatorn – (minus-minus) som betyder minskning med 1. I några programspråk kan operatorn ges nya betydelser genom överlagring.
Att ha en egen operator för ökning (increment) och minskning (decrement) var en nyhet i programspråket C i början av 1970-talet, som lär ha inspirerats av maskininstruktioner i datorn PDP-11 från Digital Equipment. Operatorn ++ har gett namn åt programspråket C++ (C-plus-plus), som bygger på språket C men är ett steg vidare.
Operatorn kan vara både prefix, vilket betyder att den står före operanden (++x), och postfix (x++). Operanden måste vara en variabel eller ett sådant variabeluttryck som i C och C++ kallas lvalue. I det prefixa fallet utförs tilldelningen innan resulterande värdet används i uttrycket. I det postfixa fallet utförs tilldelningen efteråt.
Operatorerna ++ och – har fått stor användning i slingor (loopar) och i pekararitmetik.
| Kortform    | Är detsamma som   | Kommentar                                                                                |
| ----------- | ----------------- | ---------------------------------------------------------------------------------------- |
| print(++x); | x=x+1; print (x); | Prefix operator. Tilldelningen (ökningen) utförs före beräkningen av uttryckets värde.   |
| print(x++); | print(x); x=x+1;  | Postfix operator. Tilldelningen (ökningen) utförs efter beräkningen av uttryckets värde. |

I Haskell används ++ som en binär operator som sammanfogar två listor.